# Muchajjam al-Azrak
Muchajjam al-Azrak – obóz uchodźców w Jordanii, w muhafazie Az-Zarka. W 2015 roku przebywało w nim 34 946 osób.